# 麻家堡关帝庙
麻家堡关帝庙，位于山西省阳泉市文水县南庄镇麻家堡村，已列为山西省文物保护单位。

## 保护
2016年6月6日，麻家堡关帝庙由山西省人民政府公布为第五批山西省文物保护单位，编号5-71。